# Анчурас
Анчурас (ісп. Anchuras) — муніципалітет в Іспанії, у складі автономної спільноти Кастилія-Ла-Манча, у провінції Сьюдад-Реаль. Населення — 359 осіб (2010).
Муніципалітет розташований на відстані близько 140 км на південний захід від Мадрида, 95 км на північний захід від Сьюдад-Реаля.
На території муніципалітету розташовані такі населені пункти: (дані про населення за 2010 рік)
- Анчурас: 276 осіб
- Енсінакаїда: 31 особа
- Енхамбре: 9 осіб
- Гамоносо: 21 особа
- Лас-Уертас-дель-Саусераль: 22 особи

## Демографія
Динаміка населення (INE ):

## Галерея зображень

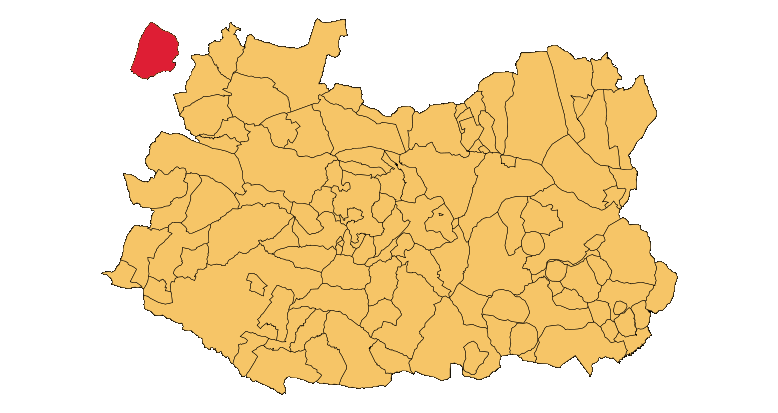
Розташування муніципалітету у провінції Сьюдад-Реаль